# Girard College

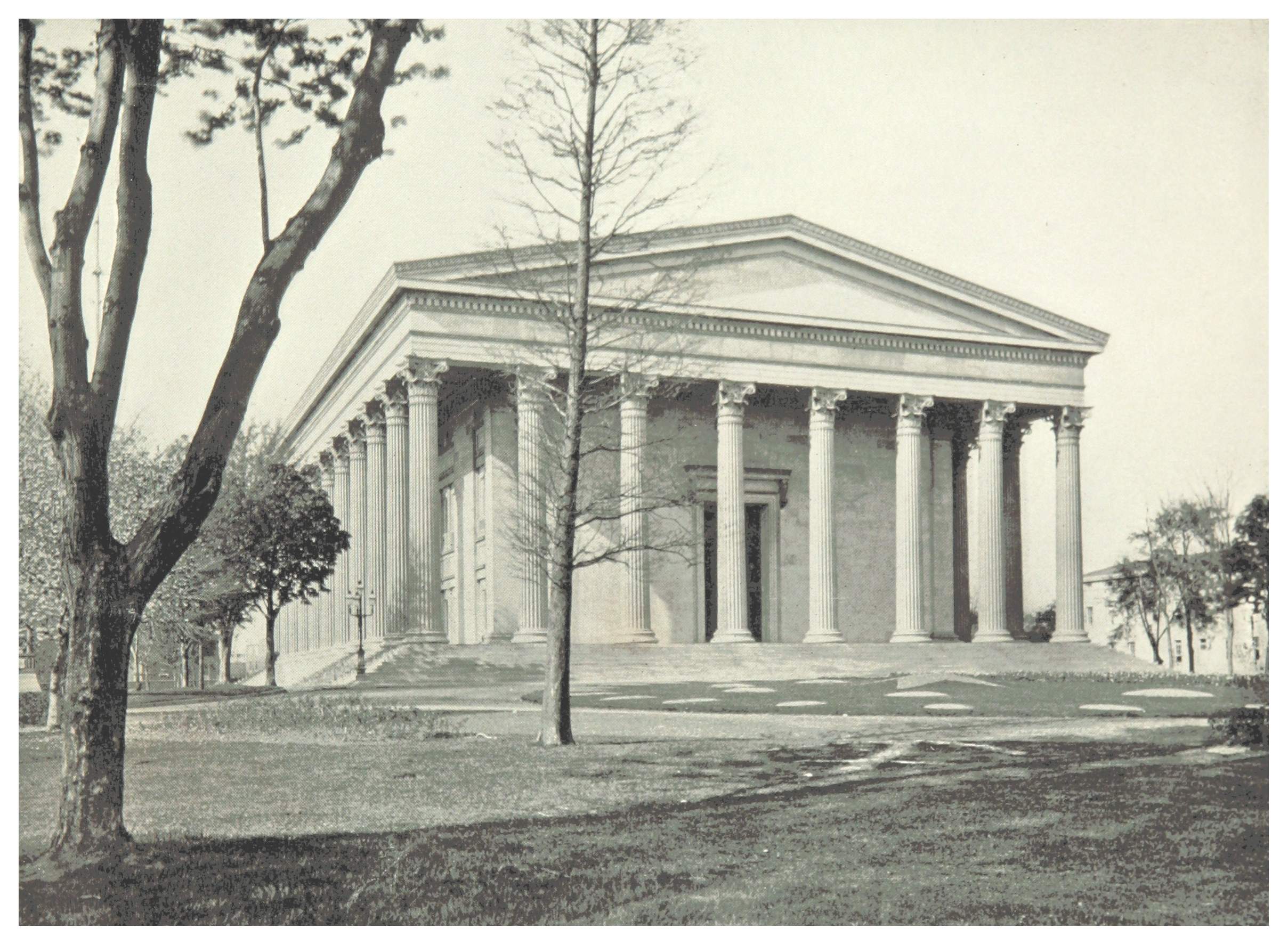
Girard College (1897)

Il Girard College è un famoso collegio di Filadelfia, negli Stati Uniti. Si tratta di un'organizzazione filantropica che ha lo scopo di garantire studi di buona qualità a scolari e studenti in situazioni particolari (notevoli capacità cognitive, scarse risorse finanziarie della famiglia, mancanza di uno o più genitori).  Prepara ed ospita nelle sue strutture abitative circa 700 ragazzi alla futura carriera accademica, offrendo loro i programmi di scuola elementare, scuola media inferiore e high school.
La scuola fu aperta nel 1833. La sua sede centrale è un famoso edificio dell'architettura neoclassica, progettato dall'architetto statunitense Thomas Walter. Si tratta di una costruzione a tempio periptero dotata di elegante colonnato in ordine corinzio.
In quel contesto storico criteri di ammissione erano chiaramente restrittivi: infatti la scuola era aperta soltanto a ragazzi poveri, orfani, di razza bianca e di sesso maschile. Le prime scolare vennero ammesse soltanto negli anni ottanta.